# Review of Radical Political Economics
A Review of Radical Political Economics é uma revista académica, sujeita a revisão pelos pares, e publicada (4 números por ano) pela Sage Publications em nome da Union for Radical Political Economics. Foi criada em 1968 e publica pesquisas nas áreas da economia heterodoxa e  da economia política. Segundo o Journal Citation Reports, a revista teve em 2011 um fator de impacto de 0,373, ficando em 281º lugar entre 345 revistas na categoria "Economia".

## Ligações Externas
- Sítio oficial
- Union for Radical Political Economics